# Láz (Nová Pec)
Láz (deutsch Gehäng) ist ein Ortsteil der Gemeinde Nová Pec in Tschechien. Er liegt sieben Kilometer westlich von Horní Planá und gehört zum Okres Prachatice.

## Geographie
Láz befindet sich am Rande des Nationalparks Šumava im Böhmerwald. Die Ortschaft liegt auf einem Hügel linksseitig des Baches Lázský potok, der östlich von Láz in den Novopecký potok (Neuofenbach) mündet. Nördlich erheben sich der Perník (Lebzelterberg, 1048 m n.m), der Hajný vrch (826 m n.m) und der Ovesný vrch (842 m n.m), im Nordosten der Bělský vrch (Großer Berg, 782 m n.m), südöstlich der Na Skalce (793 m n.m) und der Šešovec (Scheschberg, 899 m n.m), im Süden der Bulík (Ochsenberg, 1124 m n.m) und die Kopka (Gupfelberg, 1119 m n.m), südwestlich der Hochficht/Smrčina (1333 m n.m), der Reischlberg/Hraničník (1281 m n.m) und die Studničná (Brunnauberg, 1160 m n.m), im Westen der Plöckenstein/Plechý (1378 m n.m) und der Koňský vrch (Roßberg, 1026 m n.m.) sowie nordwestlich der V Pařezí (1146 m n.m.) und der Plešivec (Flößberg, 977 m n.m.). Einen reichlichen Kilometer westlich von Láz verläuft der Schwarzenbergsche Schwemmkanal am Hang des Böhmerwaldkammes, in gleicher Entfernung führt von diesem südlich und östlich des Ortes der Novopecký smyk (Hefenkrieger Glitsche) zur Moldau. Gegen Osten liegt der Stausee Lipno.
Nachbarorte sind Hojsova Pila, Pod Lesem und Dlouhý Bor im Norden, Nové Chalupy und Kovárna im Nordosten, Hory, Jasenka und Hefenkrieg Mlýn im Osten, Prámské Dvory, Bližší Lhota, Další Lhota und Zadní Hamry im Südosten, die Wüstung Huťský Dvůr im Süden, Holzschlag, Schwarzenberg am Böhmerwald und Oberschwarzenberg im Südwesten, Nová Pec im Westen sowie Ludwigsreut, Nové Údolí und Jelení im Nordwesten.

## Geschichte
Nach dem Bau des Schwarzenbergschen Schwemmkanals wuchs die kleine Siedlung Neuofen zum Ausgang des 18. Jahrhunderts stark an. Diese Entwicklung setzte sich nach der Vollendung des Hirschbergen-Tunnels im Jahre 1822 fort. An einem Hügel östlich der Streusiedlung Neuofen entstand eine neue Ansiedlung, die ursprünglich Kenek genannt wurde. Im Jahre 1840 war Kenek bzw. Gehäng noch so unbedeutend, dass es in Sommers topographischer Beschreibung des Königreiches Böhmen als Teil von Neuofen betrachtet und nicht namentlich erwähnt worden ist. Wie Neuofen war auch Gehäng nach Salnau gepfarrt. Bis zur Mitte des 19. Jahrhunderts blieb Gehäng der Allodialherrschaft Krumau untertänig.
Nach der Aufhebung der Patrimonialherrschaften bildete Gehäng ab 1849 einen Ortsteil der Gemeinde Neuofen im Gerichtsbezirk Oberplan. Ab 1868 gehörte das Dorf zum Bezirk Krumau. Nachdem zwischen 1887 und 1888 die 3,8 Kilometer lange Hefenkrieger Glitsche bzw. Salnauer Riese (Novopecký smyk) zur Moldau bei Salnau angelegt worden war, mit der die Holzflößerei von der Großen Mühl zur Moldau verlagert wurde, und der Salnauer Flößplatz 1892 auch eine Eisenbahnverbindung nach Budweis erhielt, wuchs Gehäng stark an. Zu dieser Zeit führte das Dorf auch den tschechischen Namen Stráň, der aber bald wieder in Vergessenheit geriet. Die Bewohner des Dorfes waren deutschsprachige Holzfäller und Flößer. Im Jahre 1910 lebten in den 16 Häusern von Gehäng 149 Personen. Der heutige tschechische Ortsname Láz wurde 1924 eingeführt. 1930 war Gehäng auf 30 Häuser angewachsen und hatte 195 Einwohner. Im Oktober 1938 wurde das Dorf in Folge des Münchner Abkommens dem Deutschen Reich zugeschlagen und gehörte bis 1945 zum Landkreis Krummau. 1945 lebten in den 39 Häusern von Gehäng 224 Personen. Nach dem Ende des Zweiten Weltkriegs kam Láz an die Tschechoslowakei zurück und die deutschböhmische Bevölkerung wurde auf Grund der Beneš-Dekrete zum großen Teil vertrieben. Láz wurde nur in geringem Umfang mit Tschechen wiederbesiedelt. 1948 wurde das Dorf dem Okres Prachatice zugeordnet. Nach der Errichtung des Eisernen Vorhangs lag Láz ab 1951 am Rande der Grenzzone; der Plöckensteinsee und das Adalbert-Stifter-Denkmal befanden sich fortan im unzugänglichen Sperrgebiet. Später wurden anstelle des verödeten Dorfes Láz Wohnblöcke und ein Staatsgut errichtet. Nach der Samtenen Revolution wurde ab 1989 das Sperrgebiet an der Grenze zu Österreich wieder aufgehoben.
Im Jahre 1991 hatte Láz 62 Einwohner. 2001 bestand der Ort aus 20 Wohnhäusern, in denen 53 Menschen lebten. Insgesamt besteht Láz aus 39 Häusern.

## Ortsgliederung
Der Ortsteil Láz ist Teil des Katastralbezirks Nová Pec.

## Sehenswürdigkeiten
- Schwarzenbergscher Schwemmkanal
- Hefenkrieger Glitsche